# Einheitsstrafe
Die Einheitsstrafe ist ein Begriff aus dem im Jugendgerichtsgesetz (JGG) geregelten deutschen Jugendstrafrecht.
Grundsätzlich sieht das deutsche Strafrecht in den Fällen, in denen ein Straftäter mehrere Straftaten in Tatmehrheit begangen hat, vor, dass für die einzelnen Taten mehrere Einzelstrafen gebildet werden, die sodann in einer Gesamtstrafe zusammengefasst werden. Dies ist in den §§ 53 ff. StGB geregelt.
Da das deutsche Jugendstrafrecht jedoch nicht den Grundgedanken der Bestrafung hat, sondern der erzieherische Aspekt der Verurteilung im Vordergrund steht, hat der Gesetzgeber die Einheitsstrafe festgelegt. Diese geht davon aus, dass auch für mehrere selbständige Strafen nur eine einheitliche Strafe gebildet werden soll, da sonst der erzieherisch gewollte Effekt nicht gewahrt werden könnte. Allerdings dürfen auch bei der Zusammenfassung in einer Strafe die festgelegten Höchstgrenzen der Jugendstrafe (§ 31 Abs. 1 JGG) nicht überschritten werden. 
Eine weitere Besonderheit ist, dass der Tatrichter auch die Möglichkeit hat, bereits früher abgeurteilte Strafen, die bereits rechtskräftig sind, in die Einheitsstrafe mit einzubeziehen. Wenn er dies für erzieherisch unnötig oder abwegig hält, kann er davon allerdings auch absehen (§ 31 Abs. 2, 3 JGG).